# 塔克·卡森新聞網
塔克·卡森新聞網, （英語：Tucker Carlson Network），簡稱TCN，是一个新的独立媒体平台和隨選串流影片的OTT服务公司。塔克·卡森是著名的保守派政治评论家和前福克斯新闻主持人。

## 服務
- 塔克·卡尔森的邂逅（英語：Tucker Carlson Encounte）
- 塔克·卡尔森无删减（英語：Tucker Carlson Uncensored）
- 塔克·卡尔森访谈（英語：The Tucker Carlson Interview）
- 塔克·卡尔森短片（英語：Tucker Carlson Shorts，迷你纪录片）
- 向塔克提问（英語：Ask Tucker）
- 塔克·卡尔森访谈后（英語：After The Tucker Carlson Interview）
- 塔克·卡尔森宣誓敌人之旅（英語：Tucker Carlson Sworn Enemy Tour）
- 塔克·卡尔森影片（英語：Tucker Carlson Films）

## 外部連結
- 官方网站
- 塔克·卡森新聞網的X（前Twitter）